# Mistrovství světa v šermu 2016
Mistrovství světa v šermu za rok 2016 se konalo v Riu v Brazílii ve dnech 25. až 27. července v disciplínách, které nebyly součástí olympijských her 2016.

## Výsledky mužů
|                   | Zlato                                                                           | Stříbro                                                                  | Bronz                                                                         |
| ----------------- | ------------------------------------------------------------------------------- | ------------------------------------------------------------------------ | ----------------------------------------------------------------------------- |
| Družstvo šavlistů | Rusko (RUS) Dmitrij Danilenko Kamil Ibragimov Nikolaj Kovaljov Alexej Jakimenko | Maďarsko (HUN) Tamás Decsi Iliasz Nikolasz András Szatmári Áron Szilágyi | Rumunsko (ROU) Alin Badea Tiberiu Dolniceanu Ciprian Gălățanu Iulian Teodosiu |

## Výsledky žen
|                      | Zlato                                                                                       | Stříbro                                                                                    | Bronz                                                                              |
| -------------------- | ------------------------------------------------------------------------------------------- | ------------------------------------------------------------------------------------------ | ---------------------------------------------------------------------------------- |
| Družstvo fleretistek | Rusko (RUS) Inna Deriglazovová Larisa Korobejnikovová Aida Šanajevová Adelina Zahidullinová | Itálie (ITA) Martina Batiniová Elisa Di Franciscaová Arianna Errigová Valentina Vezzaliová | Francie (FRA) Gaëlle Gebetová Astrid Guyartová Pauline Ranvierová Ysaora Thibusová |

## Pořadí národů
|    | Země           | Zlato | Stříbro | Bronz | Celkem |
| -- | -------------- | ----- | ------- | ----- | ------ |
| 1. | Rusko (RUS)    | 2     | 0       | 0     | 2      |
| 2. | Maďarsko (HUN) | 0     | 1       | 0     | 1      |
| 2. | Itálie (ITA)   | 0     | 1       | 0     | 1      |
| 4. | Rumunsko (ROU) | 0     | 0       | 1     | 1      |
| 4. | Francie (FRA)  | 0     | 0       | 1     | 1      |

## Česká reprezentace
bez zastoupení